# مقاطعة سيدار (ميزوري)
مقاطعة سيدار (بالإنجليزية: Cedar County)‏ هي إحدى المقاطعات في ولاية ميزوري في الولايات المتحدة الأمريكية.